# Dr Phunk
Dr Phunk (bürgerlich: Jordy Buijs; * 4. November 1989) ist ein niederländischer Hardstyle-DJ und Musikproduzent aus Oud Gastel bei Breda. Internationale Bekanntheit erlangte er 2016 durch seine Mitwirkung an der holländischen Hitsingle Kind van de Duivel und mehreren Kollaborationen und Remixen mit und für Hardwell. Er steht momentan bei dessen Label Revealed Recordings sowie Dirty Workz unter Vertrag.

## Werdegang

### Anfänge im Hardstyle
Mit 16 Jahren begann Dr Phunk Hardstyle-Partys zu besuchen, welches sein Interesse an der Szene und Musikproduktion weckte. Nachdem er sich entsprechende Kenntnisse selbst angeeignet hat, wurde sein erster Track unter Vertrag genommen, welches noch in einer Demo-Version von FL Studio entstand. Es folgten mehr als 70 Veröffentlichungen auf verschiedenen Labels unter anderem Dirty Workz (Coone) und Hard With Style (Headhunterz). In den Jahren ab 2011 spielte er auf fast allen großen Hardstyle-Festivals in Europa darunter Defqon, Decibel und 4× Tomorrowland. Sein erstes Studio-Album Phunked Up erschien 2016.

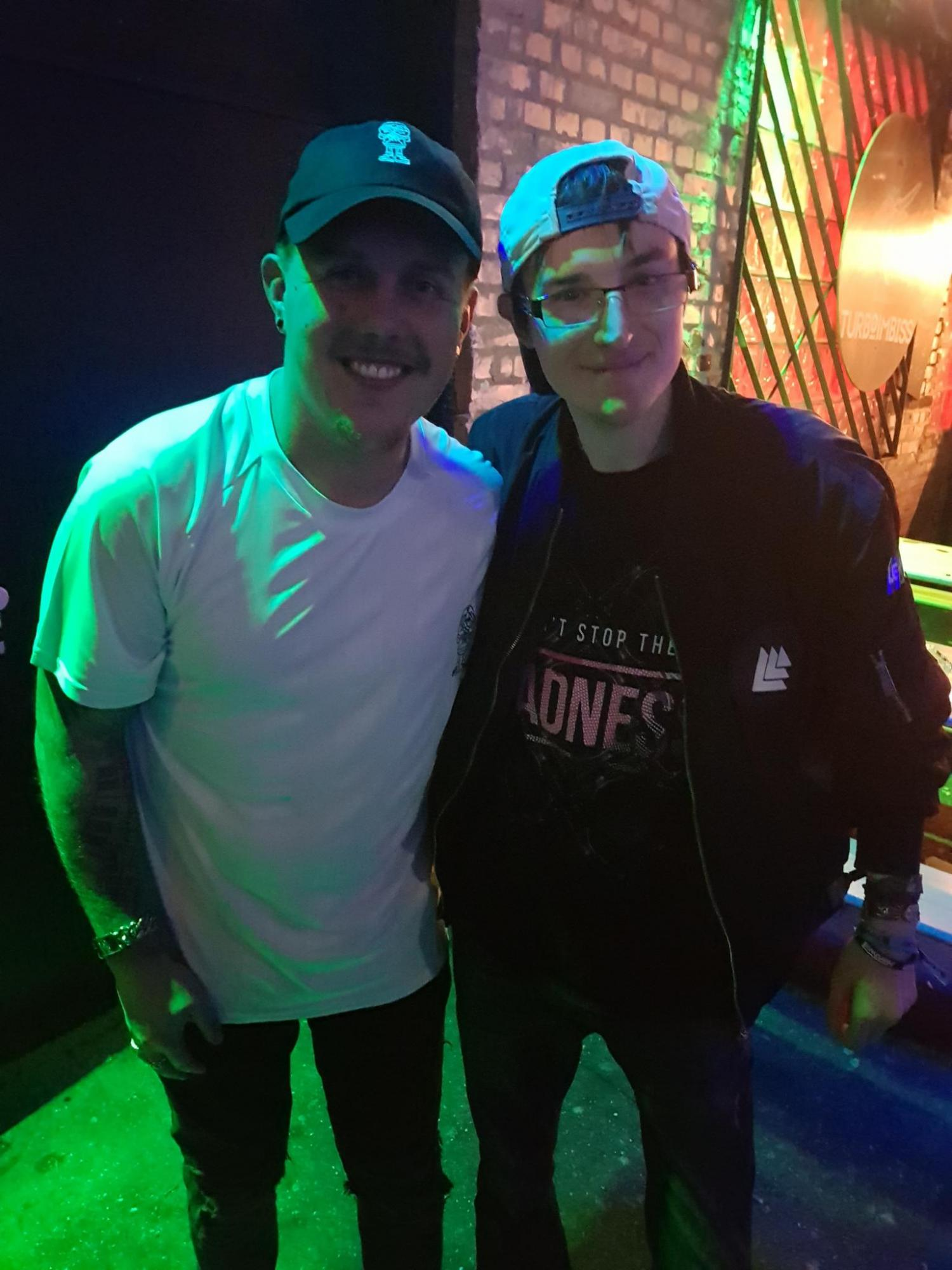
Dr Phunk (links) nach einer Show im Kölner Bootshaus

### Zusammenarbeit mit Hardwell & Veröffentlichungen bei Revealed
Im Sommer 2016 traf er schließlich Hardwell auf einem Festival in dessen Heimatstadt Breda. Dieser erzählte ihm, dass er eine „gute aktuellere Hardstyle-Version“ seines Erfolgssongs Apollo brauche, um damit seine Shows abschließen zu können. Die Premiere dieses Remix fand beim Ultra Europe 2016 in Kroatien statt. Aufgrund der großen positiven Resonanz remixte Dr Phunk einen weiteren Hardwell-Song „nur zum Spaß“. Dieser Remix zu Run Wild gefiel Hardwell so gut, dass er seine letzte I Am Hardwell – United-We-Are Show am 27. August 2016 auf dem Hockenheimring damit abschloss. Zusammen mit einem weiteren Remix zu Hardwells Nothing Can Hold Us Down wurden alle 3 Produktionen am 9. Dezember 2016 in einer Remix-EP bei Hardwells Label Revealed Recordings veröffentlicht. Wenig später folgte ein vierter Remix, diesmal zu Young Again, welche bei der 300. Jubiläumsausgabe von Hardwells Podcast Hardwell On Air Premiere feierte. Es existieren darüber hinaus noch drei weitere Hardwell-Remixe von Dr Phunk zu Creatures of the Night, Echo und Power. Diese sind nicht veröffentlicht und werden nur auf seinen Live-Shows gespielt. Die erste Kollaboration der beiden namens Here Once Again wurde beim Ultra Music Festival Miami im März 2017 das erste Mal von Hardwell gespielt und erschien am 25. August 2017 auf der Hardwell & Friends EP Vol. 2. Kurz darauf wurde seine erste Solo-Produktion auf Revealed veröffentlicht, die den Namen Safe House trägt. Die zweite Kollaboration mit Hardwell Take Us Down (Feeding Our Hunger) erschien im Januar 2018 als Teil der Hardwell & Friends EP Vol. 3. Außerdem spielte Dr Phunk auf der Revealed Stage von Ultra Europe, war Interview-Gast bei den Hardwell On Air Jubiläumsausgaben 300 & 350, lieferte einen Mix für Revealed Radio (#134) und spielte gemeinsam mit Hardwell u. a. bei der Revealed Labelnight 2017 im Rahmen des Amsterdam Dance Events sowie am 23. Dezember 2017 im Kölner Bootshaus.

### Kommerzieller Erfolg in den Niederlanden
Neben seiner Aktivität bei Revealed wirkte Dr Phunk am Lied Kind van de Duivel von Jebroer und Paul Elstak mit. Wegen des kontroversen Liedtextes und Musikvideos rief die Reformationskirche Eltern in einem Warnbrief dazu auf, Kinder vor diesen Song zu schützen. Trotzdem oder gerade wegen des folgenden medialen Echos und mit Unterstützung namhafter DJs wurden Aufrufe in 2-stelliger Millionenhöhe auf YouTube und Spotify erzielt. Außerdem erreichte man im niederländischen Sprachraum die Charts und es folgte eine 3-fach-Platin-Auszeichnung. Aufgrund der Resonanz aus Deutschland wurde die deutsche Version Kind eines Teufels bei Kontor veröffentlicht.
Mit Engeltje brachte das Trio im Juni 2017 ebenfalls unter ROQ 'N ROLLA Music eine Nachfolge-Single heraus. Das Video dazu erreichte in niederländischer Rekordzeit 1.000.000 Aufrufe auf YouTube, erreichte ebenfalls die Charts und wurde mit Platin ausgezeichnet.
Eine dritte Single, diesmal lediglich mit Jebroer, wurde im Januar 2018 mit dem Titel Leven Na De Dood veröffentlicht.

### 2018 – Rückkehr zu Dirty Workz
Nach mehreren Releases unter Dirty Workz im Jahr 2012 unterzeichnete Dr Phunk im Juni 2018 wieder bei Coones Label, um seinem härteren Sound eine Plattform zu geben. Es folgten die Songs El Dia De Los Muertos und Skrrr. Seine Produktionen mit melodischem Fokus werden weiterhin unter Revealed veröffentlicht (Remix zu Kaaze – End Of The World & Drop mit Lowriderz). Ein weiterer Song mit dem Titel Forever Young wurde von Hardwell auf der Tomorrowland Mainstage präsentiert.
Den bislang größten Auftritt als DJ hatte Dr Phunk beim Electric Daisy Carnival Las Vegas 2018. Es folgten weitere Auftritte bei den internationalen Festivals EDC Mexico, Ultra Europe, Defqon, Amsterdam Dance Event und Electric Love.
Im September 2018 entstanden deutsche Versionen seiner drei Charterfolge. Die Lieder Engel (original: Engeltje) und Leben Nach Dem Tod (original: Leven Na De Dood) wurden von Jebroer in der EP Radikal veröffentlicht. Die bereits 2017 erschienene deutsche Ausgabe Kind Eines Teufels (original: Kind van de Duivel) ist ebenfalls Teil der unter Kontor herausgegebenen EP.
Im Oktober zog Dr Phunk in sein neues, von Jan Morel entworfenes Studio ein. Dieser kreierte unter anderem die Studios von Hardwell, W&W und Blasterjaxx.

## Diskografie

### Alben
- 2016: Phunked Up

### EPs
- 2009: Electronicz EP
- 2011: Live Your Dreamz EP
- 2012: Beat Machine EP
- 2012: City Trip EP (mit Demoniak)
- 2012: Music is the Answer EP
- 2013: Dutch Freestyle EP (mit Ruthless)
- 2014: Phunk It Up EP #1
- 2014: Phunk It Up EP #2
- 2014: Phunk It Up EP #3
- 2014: Pussy Lounge (mit Paul Elstak)
- 2014: Phunk It Up EP #4
- 2014: Phunk It Up EP #5
- 2015: Funky Sounds E.P.
- 2016: In the Air EP
- 2016: FVck the Rules EP
- 2016: Vigorous EP
- 2016: Dr Phunk Remix EP

### Singles
| - 2010: Alarma (mit DJ Camp’s) - 2010: Asslezz Bitch - 2010: Little Jimmy (mit Itraxx) - 2010: Ultra Phunkular - 2010: Phunk It Up! (mit Pat B) - 2011: Stereophonic Sounds (mit Fenix) - 2011: Drop The House (mit Demoniak) - 2011: Flashback - 2011: Get Silly - 2011: Rock Ya Body - 2012: Scream (mit Demoniak) - 2012: Booty Bounce (mit Transfarmers) - 2012: Beat of the Drum (mit Def Toys) - 2012: House Music (mit Pat B) - 2012: Move Yo Hipz (mit Def Toys) - 2013: Runaway Ho - 2013: Emotions Of Life (mit Mc DL) - 2013: Rumble - 2013: Pump Up the Volume - 2014: The Logical Song 2K14 (mit Franky Dux vs. Sonic Solutions feat. Arno Knoope) - 2015: M.A.D.N.E.S.S. (mit Genius) - 2015: Electronic Playground (mit Genius) - 2015: No Sleep (mit Zany) - 2015: Malachai - 2015: Rock That Body - 2015: Housejunkie (mit Panic feat. Alee) - 2016: F*ck and Party (mit Genius) - 2016: Lose Your Feet - 2016: Like That (mit The Prophet) - 2017: Give a FXck (X LowRIDERz & LXCPR) - 2017: Alle Remmen Los! (mit Neophyte & Tim Beumes) - 2017: Kind Van De Duivel (mit Jebroer & DJ Paul Elstak) - 2017: Engeltje (mit Jebroer & DJ Paul Elstak) - 2017: Here Once Again (mit Hardwell) - 2017: Safe House - 2017: Foolish For Life (Official Foolish NYE 2017 OST) (mit Neophyte & Paul Elstak) - 2018: The Next Level - 2018: Take Us Down (Feeding Our Hunger) (mit Hardwell feat. Jantine) - 2018: Leven Na De Dood (mit Jebroer) - 2018: El Dia De Los Muertos - 2018: Bring the House Down (mit Frontliner) - 2018: Di Dacta (mit LePrince) - 2018: The Blast Off (Free Festival 2018 Freestyle Anthem) - 2018: Skrrr | - 2018: Groien (mit Paul Elstak) - 2018: Drop (mit Lowriderz) - 2019: Down Down Down - 2019: The Drums - 2019: We No Play (mit ChildsPlay feat. Kalibwoy) - 2019: Soldaat (mit Jebroer & Paul Elstak) - 2019: Just Say Yeah - 2019: Bass Pumpin’ - 2019: Primal (mit Bassjackers) - 2020: Make Some Noise - 2020: Rave - 2020: Victory (mit LePrince) - 2020: Fool Us All - 2020: Wunderbar (mit Jebroer) - 2020: I Wanna Dance (mit Le Shuuk) - 2020: Child Of The Devil (mit Timmy Trumpet & Jebroer) - 2020: Born To Run (mit Bassjackers) - 2021: Firebomb (feat. Diandra Faye) - 2021: No No No - 2021: Here Without You (mit Blasterjaxx) - 2021: Robbery (mit Jebroer & Lil Texas) - 2021: Ready To Rage (mit 22Bullets feat. Ghost) - 2021: Secret Of Life - 2021: Never Give Up (mit Killshot) - 2021: Insomniacs (mit Blasterjaxx feat. Maikki) - 2021: Sign Or Warning - 2021: Danger Machine (feat. Maikki) - 2021: This Is Our Story (mit Dimatik) - 2022: Be Somebody - 2022: Ghost Town (mit Ben Nicky, Technikore) - 2022: Bang Bang - 2022: Tarantula - 2022: Party Girl (mit Afrojack presents NLW) - 2022: The Sing Along Song (mit Rob Gee) - 2022: Maniac (mit Da Rick) - 2023: The Money (mit Timmy Trumpet und STVW) - 2023: Home Alone (Reload) (mit Special D.) - 2023: Blow The Speakers (mit Maikki) - 2023: F*cked Up (Becko) - 2023: Ruffneck Sound - 2024: Veel The Hard (mit Jebroer und Sjaak) - 2024: Let’s Dance Tonight (mit DJ Mii) - 2024: Take Me Away (mit Toneshifterz feat. 4 Strings) |

### Remixes
- 2010: Fatal Inc. feat. Booming Project – The House Beat
- 2011: Ronald-V feat. Binum – Bounce
- 2011: Cartesis & W4cko – Forgotten Dreams
- 2012: DJ Liberty – Your Love
- 2015: The Pitcher – The World Beyond (mit Genius)
- 2016: Hardwell – Run Wild
- 2016: Hardwell – Apollo
- 2017: Hardwell feat. Chris Jones – Young Again
- 2018: Kaaze & Jonathan Mendelsohn – End Of The World
- 2018: Mike Cervello & Cesqeaux – Smack
- 2018: Gravedgr – Rampage
- 2019: Sick Individuals – Symphony
- 2019: Hardwell – Summer Air
- 2021: Hardwell – Spaceman
- 2021: Blasterjaxx – Rise Up
- 2023: Nicky Romero, Amba Shepherd – Dynamite